# Yvetot-Bocage
Yvetot-Bocage is een gemeente in het Franse departement Manche (regio Normandië). De plaats maakt deel uit van het arrondissement Cherbourg-Octeville. Yvetot-Bocage telde op 1 januari 2022 1.188 inwoners.

## Geografie
De oppervlakte van Yvetot-Bocage bedroeg op 1 januari 2022 12,46 vierkante kilometer; de bevolkingsdichtheid was toen 95,3 inwoners per km².

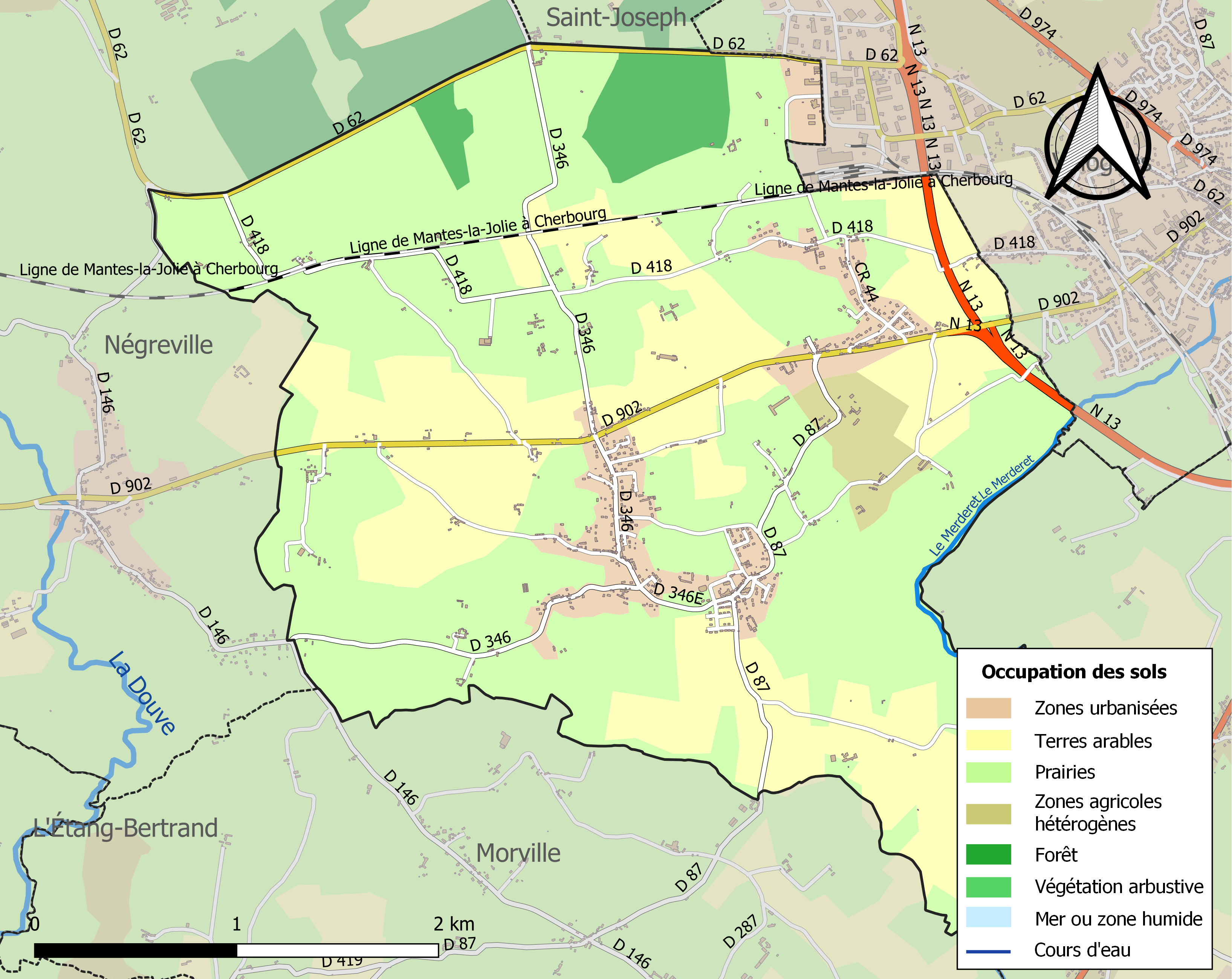
Kaart van de gemeente met de belangrijkste infrastructuur, bodemgebruik en omliggende gemeenten

## Demografie
Onderstaande figuur toont het verloop van het inwonertal (bron: INSEE-tellingen).